# Osred II de Northumbria
Osred II fue Rey de Northumbria de 789 a 790. Era hijo de Alhred y Osgifu, hija de Eadberht.
Sucedió a Ælfwald, hijo del hermano de su madre Oswulf, que fue asesinado por el patricius (ealdorman) Sicga.
Osred, incluso aunque unió dos de las facciones que competían en Northumbria, fue rey solamente por un año, antes de ser depuesto en favor de Æthelred, hijo de Æthelwald Moll. Osred marchó al exilio, aparentemente al Isla de Man.
Regresó del exilio en 792, y la Crónica anglosajona informa que fue "aprehendido y muerto en la decimoctava víspera de las calendas de octubre. Su cuerpo fue depositado en Tynemouth." Se presume que este asesinato fue ordenado por o para Æthelred, que había hecho matar a Ælf y Ælfwine, hijos de Ælfwald, el año anterior, y había intentado matar a Eardwulf en 790.